# Lam Luk Ka (huyện)
Lam Luk Ka (tiếng Thái: ลำลูกกา) là một huyện (amphoe) của tỉnh Pathum Thani, miền trung Thái Lan.

## Lịch sử
Tên gọi Lam Luk Ka xuất phát từ hồ ở huyện này tên là Bueng Lam Luk Ka. Khi chính quyền lập huyện Lam Luk Ka Năm 1904, họ đã đặt theo tên này nhưng bỏ từ Bueng.

## Địa lý
Huyện nằm ở một phần của Thung Luang cùng với các huyện Thanyaburi và Khlong Luang. Khlong Rangsit là nguồn nước chính của huyện.
Các huyện giáp ranh (từ phía bắc theo chiều kim đồng hồ) là Thanyaburi của Pathum Thani, Ongkharak của tỉnh Nakhon Nayok, Bang Nam Priao của tỉnh Chachoengsao, Nong Chok, Khlong Sam Wa, Sai Mai và Don Mueang của Bangkok, và Mueang Pathum Thani.

## Hành chính
Huyện này được chia thành 8 phó huyện (tambon). Có một trấn (thesaban mueang) Khu Khot và 2 thị trấn (thesaban tambon) - Lam Luk Ka và Lam Sai. Có 8 Tổ chức hành chính tambon.
| 1. | Khu Khot         | คูคต       |  |
| 2. | Lat Sawai        | ลาดสวาย   |  |
| 3. | Bueng Kham Phroi | บึงคำพร้อย  |  |
| 4. | Lam Luk Ka       | ลำลูกกา    |  |
| 5. | Bueng Thong Lang | บึงทองหลาง |  |
| 6. | Lam Sai          | ลำไทร     |  |
| 7. | Bueng Kho Hai    | บึงคอไห    |  |
| 8. | Phuet Udom       | พืชอุดม     |  |